# Dericorys escalerai
Dericorys escalerai är en insektsart som först beskrevs av Bolívar, I. 1936.  Dericorys escalerai ingår i släktet Dericorys och familjen Dericorythidae.

## Underarter
Arten delas in i följande underarter:
- D. e. descampsi
- D. e. escalerai